# اسماعیل واثقی
اسماعیل واثقی (زادهٔ ۱۳۲۵ در تبریز) موسیقیدان، آهنگساز، رهبر ارکستر و نوازنده سنتور اهل ایران است.

## زندگی‌نامه
اسماعیل واثقی در سال ۱۳۲۵ در تبریز متولد شد. وی برادر حسین واثقی از آهنگسازان موسیقی فیلم در سینمای ایران است. او تحصیلات ابتدایی خود را در تهران فرا گرفت و در سال ۱۳۳۹ وارد هنرستان موسیقی ملی شد. واثقی تعلیم ساز سنتور را نزد حسین ملک، ارفع اطرایی، محمد حیدری و فرامرز پایور فرا گرفت. وی همچنین ساز تنبک را نزد حسین تهرانی و محمد اسماعیلی آموخته‌است و در سال ۱۳۴۶ از هنرستان موسیقی فارغ‌التحصیل شد.
واثقی در سال ۱۳۵۰ وارد دانشکدهٔ موسیقی هنرهای زیبای تهران شد و در محضر موسیقیدانانی چون هرمز فرهت، محمدتقی مسعودیه، علیرضا مشایخی و توماس کریستین داوید دروس آهنگسازی را به پایان برد و پس از مدتی در سال ۱۳۵۳ برای ادامه تحصیل به کشور اتریش رفت و از آکادمی موسیقی وین، در رشته آهنگسازی فارغ‌التحصیل شد.

## فعالیت‌ها
شروع فعالیت‌های اسماعیل واثقی از سال ۱۳۵۰ بود که به مدت سه سال در «هنرستان موسیقی ملی»، «دانشسرای هنر» و «دانشسرای عالی» به تدریس پرداخت و سپس برای ادامه تحصیل به اتریش سفر کرد.
وی پس از فارغ‌التحصیلی و در دوره اقامتش در اتریش، اقدام به برگزاری نزدیک به ۲۸۰۰ کنسرت سراسری در کشورهای مختلف کرده‌است. نوازندگی با ساز سنتور، تنبک و دیگر سازهای کوبه‌ای به همراه گروه‌هایی مانند (Clemencic consort) به سرپرستی (Rene Clemencic)، همکاری با نوازنده سرشناس ویلنسل «یویوما» در اجرای چندین کنسرت به عنوان تکنواز به همراهی «ارکستر ناسیونال فرانسه» و «کنسرت‌های جاده ابریشم»، از جمله فعالیت‌های وی است.
اسماعیل واثقی از طرف وزارت فرهنگ اتریش در سال ۲۰۰۹ میلادی به دلیل ۳۳ سال فعالیت آموزشی و برگزاری کنسرت‌های آموزشی برای کودکان و نوجوانان در استان تیرول اتریش به همراه «رنه کلمنچیج» عنوان پروفسوری دریافت کرد.
در سال ۲۰۱۵ قطعه موزیکال او بر روی منظومه «ویس و رامین» سروده فخرالدین اسعد گرگانی، در سالن «کنسرت هاوس وین» با گروهی از سازهای ایرانی و آواز اجرا شده‌است.
از دیگر آثار وی در زمینه آهنگسازی می‌توان به «چهارمضراب برای ۲ سنتور و ارکستر»، «اورتور جهان پهلوان»، «فانتزی برای تار و ارکستر»، آلبوم‌های موسیقی و ساخت موسیقی فیلم اشاره کرد. وی عضو کانون آهنگسازان سینمای ایران است.
واثقی در ۲۹ مرداد سال ۱۳۹۷ آلبوم «ترانه‌های شیدا و عارف» را با تنظیم جدید به همراه ارکستر ملی ایران و با صدای امیرمحمد تفتی اجرا و رهبری کرد.

## آثار

### آلبوم
- «ترانه‌های شیدا و عارف» با صدای سیما مافیها.[۱]
- «فصل ایثار» (مشترک با گروه آهنگسازان) با صدای سیامک علیقلی.[۷]
- «کوچه» با صدای بیژن بیژنی.[۸]
- «آفتاب خوبان» با صدای بیژن بیژنی.[۹]

### فیلم سینمایی
- «میعادگاه خشم» به کارگردانی سعید مطلبی (۱۳۵۰).[۱۰]
- «سفر سنگ» به کارگردانی مسعود کیمیایی (۱۳۵۶).[۱۱]